# Нафтотранспортна система України
Нафтотранспортна система України, що знаходиться в експлуатації ОАО «Укртранснафта», складається з 18 магістральних нафтопроводів (МН) загальною довжиною 4578,6 км.

## Загальна характеристика
Річна пропускна спроможність системи становить: на вході 114 млн т, на виході — 56,3 млн т в країни Західної, Центральної та Східної Європи, а також на південь Росії.
За необхідності система нафтопроводів у змозі в повному обсязі забезпечити потреби нафтопереробних підприємств, виходячи з їхньої максимальної проектної потужності 50 млн т на рік. Роботу системи нафтопроводу забезпечує 51 нафтоперекачувальна станція. Всього на нафтопереробних станціях працює 176 насосних агрегатів загальною потужністю 356,9 тис. кВт. Загальна ємність резервуарного парку складає 1085 тис. м3.
Строки експлуатації нафтопроводів потребують вкладення значних коштів (не менше 500 млн грн. щорічно) для підтримки їх у справному технічному стані, проведення поточних і капітальних ремонтів, виконання заходів щодо модернізації обладнання і реконструкції.
Станом на 2023 рік транспортні магістралі України завантажені лише наполовину, така ж ситуація в Чехії, Словаччині
. Завантаженість українських нафтопроводів знизилася через дві причини. У минулому році майже на 4 % скоротився транзит нафти через Україну до країн Європи (Словаччини, Угорщини та Чехії). Однак більш значним стало різке падіння виробництва українських нафтопереробних заводів, у результаті обсяги прокачування нафти для внутрішніх споживачів знизилися майже на 32 %.

## Перспективи
Географічне розташування України дозволяє задіяти різноманітні джерела постачання нафти незалежними шляхами із Азербайджану, Казахстану, Туркменістану, країн Ближнього і Середнього Сходу та ін., при цьому суттєво посиливши роль держави-транзитера між нафтодобувними країнами Каспійського регіону і важливими ринками збуту в Європі.